# Enid Blyton
Enid Blyton (n. 11 august 1897, Greater London, Anglia, Regatul Unit al Marii Britanii și Irlandei – d. 28 noiembrie 1968, Hampstead⁠(d), Anglia, Regatul Unit) a fost o importantă scriitoare de literatură pentru copii engleză, cărțile ei fiind traduse în peste 90 de limbi și vândute în peste 600 de milioane de exemplare. Este cel mai tradus autor de carte pentru copii.
A scris câteva serii de cărți, printre care cele mai importante sunt Cei cinci faimoși (1942 - 1963, cu personajele copiii Julian, Dick, Anne și George și câinele Timmy, are 21 de cărți, printre care Cei cinci pe insula comorii, Cei cinci și pasajul secret, Cei cinci fug de acasă și altele), Five Find-Outers (1943 - 1961, cu copiii Fatty, Lary, Daisy, Pip, Bets și câinele Buster, cu 15 cărți, printre care Misterul unei pisici dispărute, Misterul camerei secrete, Misterul casei ascunse, Misterul hoțului invizibil, Misterul omului dispărut, Misterul mesajului straniu și altele) și The Secret Seven (1949 - 1963, cu șapte copii - Peter, Janet, Jack, Barbara, George, Pam și Colin și 15 cărți).
Cel mai cunoscut personaj creat de Enid Blyton este Noddy, protagonistul seriei Make Way for Noddy (1949-1963), traduse in limba română ca „Iată-l pe Noddy“, incepând cu anul 2008, la Editura Vellant. Serialul de desen animat realizat după această serie este unul dintre cele mai longevive, fiind difuzat în Marea Britanie încă din 1955.